# Kovács Márk János
Kovács Márk János, Kovács Márk (Bársonyos, 1782. január 15. – Bakonybél, 1854. december 8.) bencés szerzetes, tanár, hitszónok, költő.

## Pályája
A gimnázium elvégzése után a szónoklatot Doslern Miklós Ödön híres szónok, a költészetet pedig Horváth Pál alatt tanulta Sopronban. 1804. október 31-én Pannonhalmán lépett a rendbe. A bölcseletet Győrött hallgatta. 1807-ben a pápai, 1807–1808-ban a soproni gimnázium tanára volt, majd visszatért Pannonhalmára, ahol teológiai tanulmányait folytatta. 1812. március 22-én pappá szentelték.
1812–1813-ban Pannonhalmán tanár, 1813–1815-ben Nyalkán a plébánia adminisztrátora, 1815–1822 között Tényőn plébános, 1822–1823-ban Pannonhalmán hitszónok, 1823–1824-ben Balatonfüreden a plébánia adminisztrátora, 1824–1827 között Kapolyon plébános; 1829–1830-ban Sopronban hitszónok, 1830-ban Dömölkön lelkész; 1831-től a tihanyi apátság plébánosa, 1842-től alperjele is; 1843–1850 között Nyalkán plébános, Bakonybélen 1850-től lelkiatya volt.
Száznál több népies dalt írt, ezeket szívesen énekelték a dunántúli tájakon. Négy kötetnyi hangjegyes egyházi énekgyűjteménye (Pest, 1842–1844) a maga korában hiányt pótolt. A régi, de eredeti szövegeikből és dallamaikból már kiforgatott énekeket kijavította, a dallamokat helyreállította és száznál több új éneket is szerzett. A hangjegyíráshoz keveset értett, ezért eldúdolta a dallamokat Halász Péter tihanyi kántornak, aki az énekeket lekottázta.

## Munkái
- Hézagpótló énekes könyvecske. Győr, 1822
- Örömdal… Sopron, 1830
- A keresztény katolikai isteni tiszteletnek minden ágaira kiterjedő énekes könyv négy részre felosztva és a szükségesebb imádságokkal is ellátva (négy kötet. Pest, 1842–1844)
- Elegia iucunde lacrymans… (Rimely Mihály pannonhalmi főapát székfoglalására. Veszprém, 1843)
- A keresztényi kath. hitre visszatérő ágostai vagy helv. vallású személyek előleges oktatása (Pest, 1845)
- Falusi tisztújítás, vagyis bírák, tanácsosok, jegyzők, kis bíró, tizedesek, hegymesterek, mezei őrök, éjjeli őr s templomi rend-őrök választása, esküje s oktatása (Győr, 1847)

Ferenczy Jakab még említi Kovács Márk János életrajzában, hogy az ifjúság számára különféle erkölcsi darabokat írt, (például Parókás német; Légy a pókhálóban, stb.), és számos más írását is említi; munkáinak számát ötven kötetre becsüli. Legnagyobb részük valószínűleg kézirat, ezeket a pannonhalmi könyvtárban őrzik.